# Premyer Liqası 2023-2024
La Premyer Liqasi 2023-2024 è stata la 32ª edizione della massima serie del campionato azero di calcio, iniziata il 4 agosto 2023 e terminata il 26 maggio 2024.
Il Qarabağ, la squadra campione in carica, si è confermata campione vincendo il suo undicesimo titolo della propria storia, il terzo consecutivo, con ben otto giornate d’anticipo (un record per il calcio azero).

## Stagione

### Novità
Dalla stagione precedente è stato retrocesso lo Şamaxı, mentre dalla Birinci Divizionu è stato promosso l'Araz, primo classificato.

### Formula
Le 10 squadre partecipanti si affrontano in un girone all'italiana con due partite di andata e due di ritorno, per un totale di 36 giornate. La squadra prima classificata è dichiarata campione di Azerbaigian ed è ammessa alla UEFA Champions League 2024-2025. 

La vincente della Coppa d'Azerbaigian si qualificherà per il terzo turno di qualificazione della UEFA Europa League 2024-2025.
 La seconda e la terza classificata, sono ammesse al secondo turno di qualificazione della UEFA Conference League 2024-2025. L'ultima classificata retrocede direttamente in Birinci Divizionu.
Se la vincitrice del campionato dovesse vincere anche la coppa nazionale, la seconda classificata andrà in Europa League, mentre terza e quarta in Conference League.

## Squadre partecipanti
| Club        | Città    | Stadio               | Stagione precedente       |
| ----------- | -------- | -------------------- | ------------------------- |
| Araz        | Naxçıvan | Dalga Arena (Baku)   | 1° in Birinci Divizionu   |
| Kəpəz       | Gəncə    | Comunale di Gəncə    | 8° in Premyer Liqasi      |
| Neftçi Baku | Baku     | Bakcell Arena        | 3° in Premyer Liqasi      |
| Qarabağ     | Ağdam    | Azərsun Arena (Baku) | Campione dell'Azerbaigian |
| Qəbələ      | Qəbələ   | Comunale d Qəbələ    | 4° in Premyer Liqasi      |
| Sabah       | Baku     | Alinja Arena         | 2° in Premyer Liqasi      |
| Səbail      | Baku     | Bayil Arena          | 9° in Premyer Liqasi      |
| Sumqayıt    | Sumqayıt | Kapital Bank Arena   | 7° in Premyer Liqasi      |
| Turan Tovuz | Tovuz    | Comunale di Tovuz    | 6° in Premyer Liqasi      |
| Zirə        | Baku     | Olimpico Zirə        | 5° in Premyer Liqasi      |

## Allenatori e primatisti
| Squadra     | Allenatore                                                                     | Calciatore più presente                                                | Cannoniere                          |
| ----------- | ------------------------------------------------------------------------------ | ---------------------------------------------------------------------- | ----------------------------------- |
| Araz        | Azər Bağırov (1ª-29ª) Elmar Baxşiyev (30ª-36ª)                                 | Vadim Abdullayev, Cristian Avram, Mićo Kuzmanović, Nuno Rodrigues (35) | Orxan Əliyev (9)                    |
| Kəpəz       | Azər Məmmədov (1ª-12ª) Etibar İbrahimov (13ª) Adil Şükürov (14ª-36ª)           | Elçin Əlicanov, Jahor Chval'ko (35)                                    | Juninho Maranhense (8)              |
| Neftçi Baku | Adrian Mutu (1ª-18ª) Miodrag Božović (19ª-36ª)                                 | Rəhman Hacıyev (31)                                                    | Rəhman Hacıyev, Filip Ozobić (7)    |
| Qarabağ     | Qurban Qurbanov                                                                | Leandro Andrade (36)                                                   | Juninho (20)                        |
| Qəbələ      | Elmar Baxşiyev (1ª-24ª) K'akhaber Tskhadadze (23ª, 25ª-36ª)                    | Bilel Aouacheria (35)                                                  | Osama Khalaila (9)                  |
| Sabah       | Murad Musaev (1ª-20ª) Ruslan Qafitullin (21ª-25ª) Krunoslav Rendulić (26ª-36ª) | Sofian Chakla, Amin Seydiyev (32)                                      | Anatolij Nurijev, Davit Volkovi (6) |
| Səbail      | Şahin Diniyev                                                                  | Paná (36)                                                              | Alexandre Ramalingom (15)           |
| Sumqayıt    | Samir Abbasov                                                                  | Murat Xaçayev (36)                                                     | Casimir Ninga (7)                   |
| Turan Tovuz | Aykhan Abbasov                                                                 | Otto John (36)                                                         | Otto John (10)                      |
| Zirə        | Rəşad Sadıqov                                                                  | Tiago Silva, Salifou Soumah (35)                                       | Qismət Alıyev (6)                   |

## Classifica finale
|                        | Pos. | Squadra     | Pt | G  | V  | N  | P  | GF | GS | DR  |
| ---------------------- | ---- | ----------- | -- | -- | -- | -- | -- | -- | -- | --- |
| Azerbaigian (bandiera) | 1.   | Qarabağ     | 83 | 36 | 26 | 5  | 5  | 97 | 37 | +60 |
|                        | 2.   | Zirə        | 58 | 36 | 16 | 10 | 10 | 33 | 22 | +11 |
|                        | 3.   | Sabah       | 58 | 36 | 17 | 7  | 12 | 50 | 40 | +10 |
|                        | 4.   | Sumqayıt    | 57 | 36 | 15 | 12 | 9  | 37 | 38 | -1  |
|                        | 5.   | Neftçi Baku | 56 | 36 | 16 | 8  | 12 | 51 | 40 | +11 |
|                        | 6.   | Turan Tovuz | 48 | 36 | 13 | 9  | 14 | 53 | 53 | 0   |
|                        | 7.   | Səbail      | 42 | 36 | 11 | 9  | 16 | 50 | 60 | -10 |
|                        | 8.   | Araz        | 36 | 36 | 9  | 9  | 18 | 31 | 50 | -19 |
|                        | 9.   | Kəpəz       | 35 | 36 | 9  | 8  | 19 | 39 | 67 | -28 |
|                        | 10.  | Qəbələ      | 26 | 36 | 7  | 5  | 24 | 30 | 64 | -34 |

Legenda:
      Campione d'Azerbaigian e ammessa alla UEFA Champions League 2024-2025
      Ammessa alla UEFA Europa League 2024-2025
      Ammessa alla UEFA Conference League 2024-2025
      Retrocessa in Birinci Divizionu 2024-2025
Note:
Tre punti per la vittoria, uno per il pareggio, zero per la sconfitta.
La classifica viene stilata secondo i seguenti criteri:
- Punti conquistati
- Punti conquistati negli scontri diretti
- Differenza reti negli scontri diretti
- Reti realizzate negli scontri diretti
- Reti realizzate in trasferta negli scontri diretti (solo tra due squadre)
- Differenza reti generale
- Reti totali realizzate

## Risultati

### Partite (1-18)
|             | Ara  | Kəp  | Nef  | Qar  | Qəb  | Sab  | Səb  | Sum  | Tur  | Zir  |
| ----------- | ---- | ---- | ---- | ---- | ---- | ---- | ---- | ---- | ---- | ---- |
| Araz        | –––– | 0-1  | 1-0  | 2-1  | 2-0  | 2-0  | 1-1  | 1-1  | 0-3  | 1-0  |
| Kəpəz       | 1-2  | –––– | 1-0  | 1-2  | 0-1  | 0-2  | 0-3  | 1-1  | 0-2  | 0-0  |
| Neftçi Baku | 1-1  | 2-0  | –––– | 0-2  | 2-0  | 0-1  | 1-1  | 1-2  | 3-2  | 1-0  |
| Qarabağ     | 2-1  | 1-1  | 2-0  | –––– | 3-0  | 2-0  | 3-1  | 5-0  | 3-0  | 0-1  |
| Qəbələ      | 1-4  | 0-3  | 0-2  | 1-2  | –––– | 1-0  | 0-1  | 1-2  | 4-0  | 1-0  |
| Sabah       | 1-1  | 2-2  | 1-1  | 1-2  | 5-0  | –––– | 4-0  | 3-1  | 0-3  | 0-1  |
| Səbail      | 1-0  | 0-0  | 2-4  | 2-1  | 3-0  | 2-2  | –––– | 1-4  | 2-1  | 1-2  |
| Sumqayıt    | 2-0  | 1-0  | 0-1  | 1-6  | 0-0  | 1-0  | 1-0  | –––– | 0-0  | 0-0  |
| Turan Tovuz | 3-1  | 4-0  | 0-1  | 2-2  | 2-2  | 2-3  | 1-3  | 2-2  | –––– | 1-0  |
| Zirə        | 0-0  | 1-0  | 1-1  | 0-1  | 1-0  | 1-0  | 2-2  | 1-0  | 2-1  | –––– |

### Partite (19-36)
|             | Ara  | Kəp  | Nef  | Qar  | Qəb  | Sab  | Səb  | Sum  | Tur  | Zir  |
| ----------- | ---- | ---- | ---- | ---- | ---- | ---- | ---- | ---- | ---- | ---- |
| Araz        | –––– | 1-2  | 1-0  | 2-2  | 1-1  | 0-1  | 0-2  | 1-1  | 0-1  | 0-3  |
| Kəpəz       | 3-1  | –––– | 3-3  | 1-6  | 2-1  | 1-2  | 1-4  | 1-1  | 2-1  | 0-1  |
| Neftçi Baku | 3-0  | 5-1  | –––– | 1-4  | 3-1  | 0-1  | 3-0  | 1-1  | 3-0  | 1-0  |
| Qarabağ     | 3-1  | 7-1  | 5-0  | –––– | 2-2  | 3-3  | 4-2  | 2-0  | 4-3  | 3-1  |
| Qəbələ      | 2-0  | 0-1  | 0-1  | 0-4  | –––– | 2-0  | 2-3  | 0-1  | 1-2  | 1-1  |
| Sabah       | 2-0  | 3-2  | 0-0  | 3-2  | 2-1  | –––– | 2-0  | 2-0  | 1-1  | 0-1  |
| Səbail      | 2-2  | 3-3  | 0-3  | 1-2  | 2-3  | 2-0  | –––– | 0-1  | 1-1  | 0-0  |
| Sumqayıt    | 1-0  | 1-3  | 2-1  | 1-0  | 1-0  | 1-2  | 2-1  | –––– | 0-0  | 0-0  |
| Turan Tovuz | 2-0  | 1-0  | 1-1  | 1-3  | 2-1  | 2-0  | 3-1  | 1-4  | –––– | 1-2  |
| Zirə        | 0-1  | 2-1  | 3-1  | 0-1  | 4-0  | 0-1  | 1-0  | 0-0  | 1-1  | –––– |

## Statistiche

### Individuali

#### Classifica marcatori
| Gol |  |  | Giocatore            | Squadra     |
| --- |  |  | -------------------- | ----------- |
| 20  |  |  | Juninho              | Qarabağ     |
| 15  |  |  | Alexandre Ramalingom | Səbail      |
| 12  |  |  | Nəriman Axundzadə    | Qarabağ     |
| 12  |  |  | Yassine Benzia       | Qarabağ     |
| 11  |  |  | Leandro Andrade      | Qarabağ     |
| 10  |  |  | Toral Bayramov       | Qarabağ     |
| 10  |  |  | Otto John            | Turan Tovuz |
| 10  |  |  | Pedro Nuno           | Səbail      |
| 9   |  |  | Orxan Əliyev         | Araz        |
| 9   |  |  | Osama Khalaila       | Qəbələ      |